# Mont Chabot
Le mont Chabot est un sommet du massif du Jura, culminant à 912 m d'altitude.

## Géographie

### Situation
Le mont Chabot est situé dans le département du Jura, sur le territoire des communes de Saint-Claude et de Villard-Saint-Sauveur. Il domine les vallées du Flumen et du Tacon à l'est et la vallée de la Bienne et la ville de Saint-Claude au nord. Il est dominé d'une centaine de mètres au sud-ouest par le crêt de Surmontant.
Il appartient au même anticlinal que le mont Bayard et le Pain de Sucre, situés plus au nord et qui dominent aussi la ville de Saint-Claude.

### Géologie
La base de la face est du mont est constituée de débris de moraines, d'éboulis et d'alluvions. À des altitudes plus élevées, cette face est constituée de calcaires oolithiques datant du Bajocien, puis du Bathonien. À partir de 600 m d'altitude, ce sont des marno-calcaires et des calcaires du Jurassique supérieur qui constituent la face jusqu'au sommet ; ces couches sont recouvertes en de nombreux endroits par des éboulis. La face ouest est constituée de calcaires et marnes variés du Crétacé inférieur. Le mont Chabot est traversé par plusieurs petites failles décrochantes généralement orientées dans un axe ouest-est. Il est situé sur le flanc d'un pli anticlinal, dont l'axe, orienté dans un sens nord-nord-est/sud-sud-ouest, est situé dans la vallée du Tacon à environ 800 m à l'est-sud-est de la ligne de crête du mont Chabot. Une partie du flanc occidental du mont appartient à un synclinal composé des matériaux crétacés.

## Loisirs
Le site est le cadre de randonnées pédestres ainsi que d'activités spéléologiques, une quinzaine de gouffres y étant répertoriés.